# 15 Batalion Ochrony Pogranicza
Samodzielny Batalion Ochrony Pogranicza nr 15 – samodzielny pododdział Wojsk Ochrony Pogranicza.

## Formowanie i zmiany organizacyjne
Na podstawie rozkazu MON nr 055/org. z 20 marca 1948, na bazie Białostockiego Oddziału WOP nr 6, sformowano 11 Brygadę Ochrony Pogranicza, a 27 komendę odcinka WOP przemianowano na batalion Ochrony Pogranicza nr 15.
Rozkazem Ministra Obrony Narodowej nr 205/Org. z 4 grudnia 1948, z dniem 1 stycznia 1949, Wojska Ochrony Pogranicza podporządkowano Ministerstwu Bezpieczeństwa Publicznego. Zaopatrzenie batalionu przejęła Komenda Wojewódzka Milicji Obywatelskej.
Z dniem 1 stycznia 1951, na podstawie rozkazu MBP nr 043/org z 3 czerwca 1950, na bazie 11 Brygady Ochrony Pogranicza, sformowano 22 Brygadę Wojsk Ochrony Pogranicza, a 15 batalion Ochrony Pogranicza przemianowano na 223 batalion WOP.

## Struktura organizacyjna
Dyslokacja batalionu przedstawiała się następująco :
- dowództwo batalionu – Makowlany
- 126 strażnica OP – Lubinowo
- 127 strażnica OP – Bobra Wielka
- 128 strażnica OP – Chreptowce
- 129 strażnica OP – Miszkieniki Wielkie